# ولستون
ولستون (به انگلیسی: Wellston) یک شهر در ایالات متحده آمریکا است که در شهرستان سنت لوئیس، میزوری واقع شده‌است. ولستون ۲٫۴۱ کیلومتر مربع مساحت و ۲٬۳۱۳ نفر جمعیت دارد و ۱۵۸ متر بالاتر از سطح دریا واقع شده‌است.